# Sự cương dương vật vào ban đêm
Sự cương dương vật vào ban đêm (tiếng Anh: Nocturnal penile tumescence, viết tắt: NPT, tên gọi thông thường:  morning wood (gỗ buổi sáng)), là sự cương cứng tự phát của dương vật khi ngủ hoặc khi thức dậy. Tất cả những người đàn ông không bị rối loạn chức năng cương dương sinh lý đều trải nghiệm qua cương cứng dương vật ban đêm, thường 3-5 lần vào ban đêm, điển hình là trong giấc ngủ REM. NPT được cho là đóng góp vào sức khoẻ dương vật.

## Giá trị chẩn đoán
Sự tồn tại và khả năng đoán trước của sự cương lên ban đêm được các chuyên gia sức khoẻ tình dục sử dụng để xác định liệu một trường hợp rối loạn cương cứng (erectile dysfunction (E.D.)) có phải là tâm lý hay sinh lý hay không. Một bệnh nhân trình bày bị E.D. được trang bị một thiết bị đàn hồi để đeo xung quanh dương vật của mình trong suốt giấc ngủ; thiết bị phát hiện sự thay đổi chu vi và chuyển tiếp thông tin tới máy tính để phân tích sau. Nếu phát hiện cương cứng ban đêm, thì E.D. được cho là do bệnh tâm thần như lo lắng về tình dục; nếu không, thì nó được giả định là do một nguyên nhân sinh lý.

## Cơ chế
Nguyên nhân của NPT không được biết đến một cách chắc chắn. Bancroft (2005) đưa ra giả thuyết rằng nơ-ron noradrenergic của locus ceruleus ức chế sự cương cứng dương vật, và sự ngừng tuôn ra của chúng xảy ra trong giấc ngủ REM có thể cho phép các hành động kích thích testosterone xuất hiện như NPT.
Các bằng chứng hỗ trợ khả năng bàng quang đầy có thể kích thích sự cương cứng đã tồn tại trong một thời gian và được đặc trưng như một sự cương cứng phản xạ. Các dây thần kinh điều khiển khả năng phản xạ cương cứng của một người đàn ông nằm trong dây thần kinh sacral S2-S4) của tủy sống  Một bàng quang đầy được biết là kích thích nhẹ thần kinh trong cùng một khu vực.
Khả năng bàng quang đầy gây ra sự cương dương, đặc biệt trong lúc ngủ, có thể được hỗ trợ bởi hiệu quả sinh lý có ích của một cương dương ức chế tiểu tiện, nhờ đó giúp tránh đái dầm vào ban đêm. Tuy nhiên, khi phụ nữ có một hiện tượng tương tự gọi là Cương cứng âm vật vào ban đêm, thì việc ngăn ngừa đái dầm ban đêm không phải là nguyên nhân duy nhất gây ra.